# 藤原継蔭
藤原 継蔭（ふじわら の つぐかげ）は、平安時代前期の貴族。藤原北家真夏流、参議・藤原家宗の子。官位は従五位上・大和守。

## 経歴
清和朝の貞観13年（871年）文章生に補せられると、宮内少丞・式部少/大丞を経て、陽成朝の元慶5年（881年）従五位下・三河守兼木工頭に叙任される。
仁和元年（885年）8月に伊勢守に任ぜられ、仁和2年（886年）正月に従五位上に叙せられるが、しばらく任地の伊勢国に出発しなかったため、同じように平安京に留まっていた諸国司とともに同年2月に召問を受けている。また同年9月には、伊勢神宮へ群行していた斎王・繁子内親王が滞在していた頓宮の近くで火災が発生したことから、継蔭は監督の近衛を派遣して消火に当たらせるが、強い西風を受けて頓宮は焼失した。
宇多朝の寛平3年（891年）大和守に任ぜられたほか、薩摩守・隠岐守など地方官を歴任している。

## 官歴
注記のないものは『日本三代実録』による。
- 貞観13年（871年） 4月17日：文章生[3]
- 貞観15年（873年） 2月22日：宮内少丞[3]
- 元慶2年（878年） 正月14日：式部少丞[3]
- 元慶3年（879年） 正月：式部大丞[3]。正月：蔵人[3]
- 時期不詳：正六位上
- 元慶5年（881年） 2月14日：従五位下。2月15日：三河守兼木工頭[3]
- 仁和元年（885年） 8月15日：伊勢守[3]
- 仁和2年（886年） 正月7日：従五位上
- 仁和3年（887年） 2月2日：伊勢守
- 寛平3年（891年） 正月：大和守[3]
- 時期不詳：薩摩守。隠岐守

## 系譜
- 父：藤原家宗
- 母：藤原山蔭の娘
- 生母不詳の子女
  - 女子：伊勢（872頃-938頃）[3]